# Batizado de Macunaíma
Batizado de Macunaíma – en français Baptême de Macounaïma – est un tableau réalisé en 1956 par la peintre brésilienne Tarsila do Amaral. De format horizontal, cette huile sur toile est une illustration du roman Macounaïma écrit en 1928 par Mário de Andrade, un ami de l'artiste. Il s'agit d'une scène de genre qui représente le baptême d'un nouveau-né blanc par une tribu indigène dans une jungle aux oiseaux rouges. L'œuvre  est conservée au sein d'une collection privée, à São Paulo.